# Nachrichtenschule (Flensburg-Mürwik)

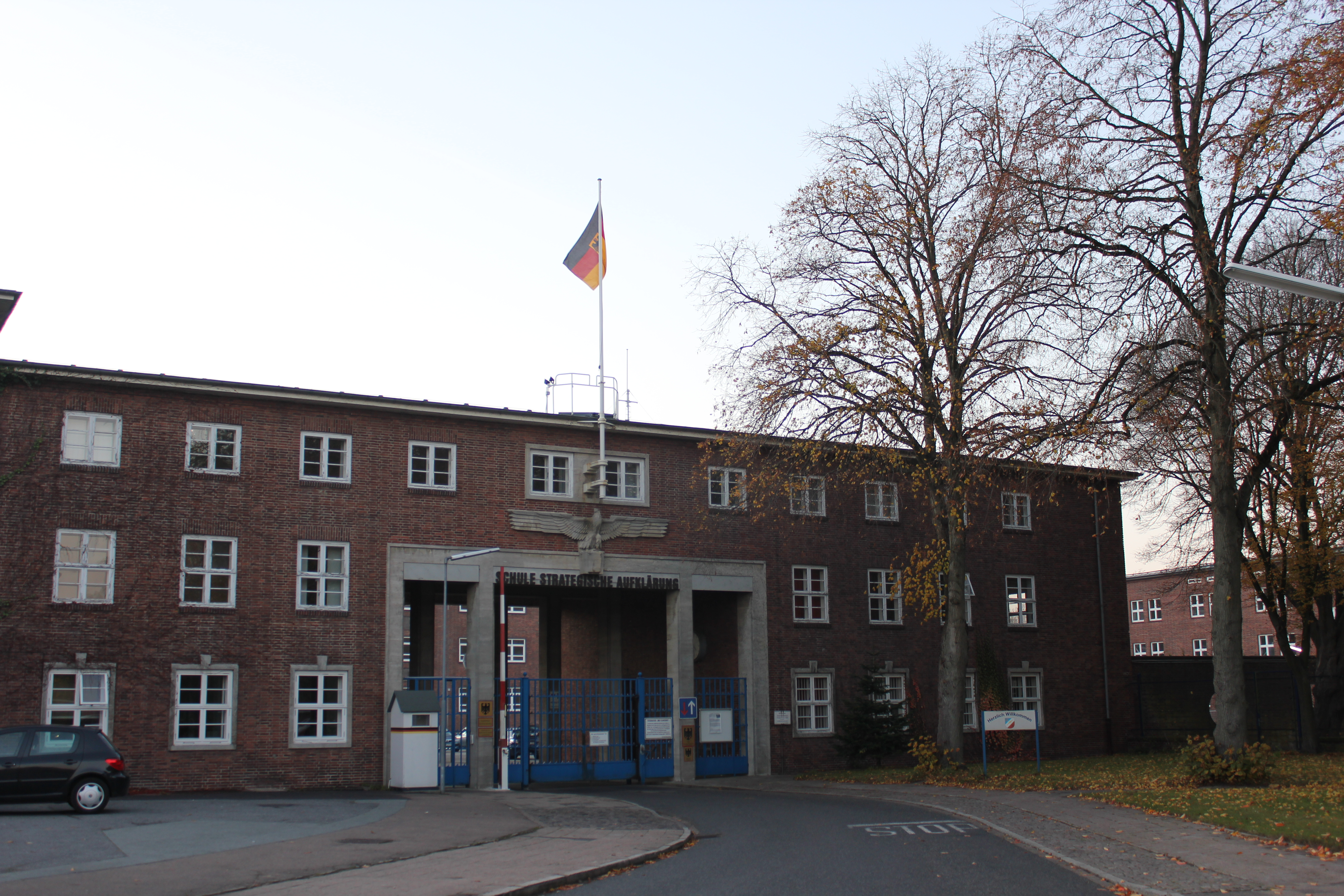
Das Torgebäude (2011)

Die Nachrichtenschule in Flensburg-Mürwik in der Mürwiker Straße 201–203 entstand in den 1920er Jahren auf dem dort befindlichen Stützpunkt Flensburg-Mürwik. Sie war eine von mehreren in Deutschland eingerichteten Marinenachrichtenschulen. Ihre Kasernen- und Schulgebäude aus den 1930er Jahren sind heute als Kulturdenkmale Mürwiks eingetragen. Genaueres zu den Schulen, die den Gebäudekomplex später nutzten, stehen in den jeweiligen Artikeln.

## Geschichte

### Einrichtung und Bau der Schule
Im Jahre 1920 wurden zunächst Räumlichkeiten der Torpedoschule genutzt, um die Nachrichtenschule einzurichten. Sie übernahm die Signal-, Fernschreib- und Funkausbildung für die gesamte Reichsmarine. Von 1925 bis 1934 waren beide Schulen unter dem Namen Torpedo- und Nachrichtenschule zusammengelegt. Im September 1934 wurden die beiden Schulen wieder getrennt. In der Zeit danach war die Nachrichtenschule auch unter dem Namen Marine-Nachrichtenschule Mürwik bekannt.

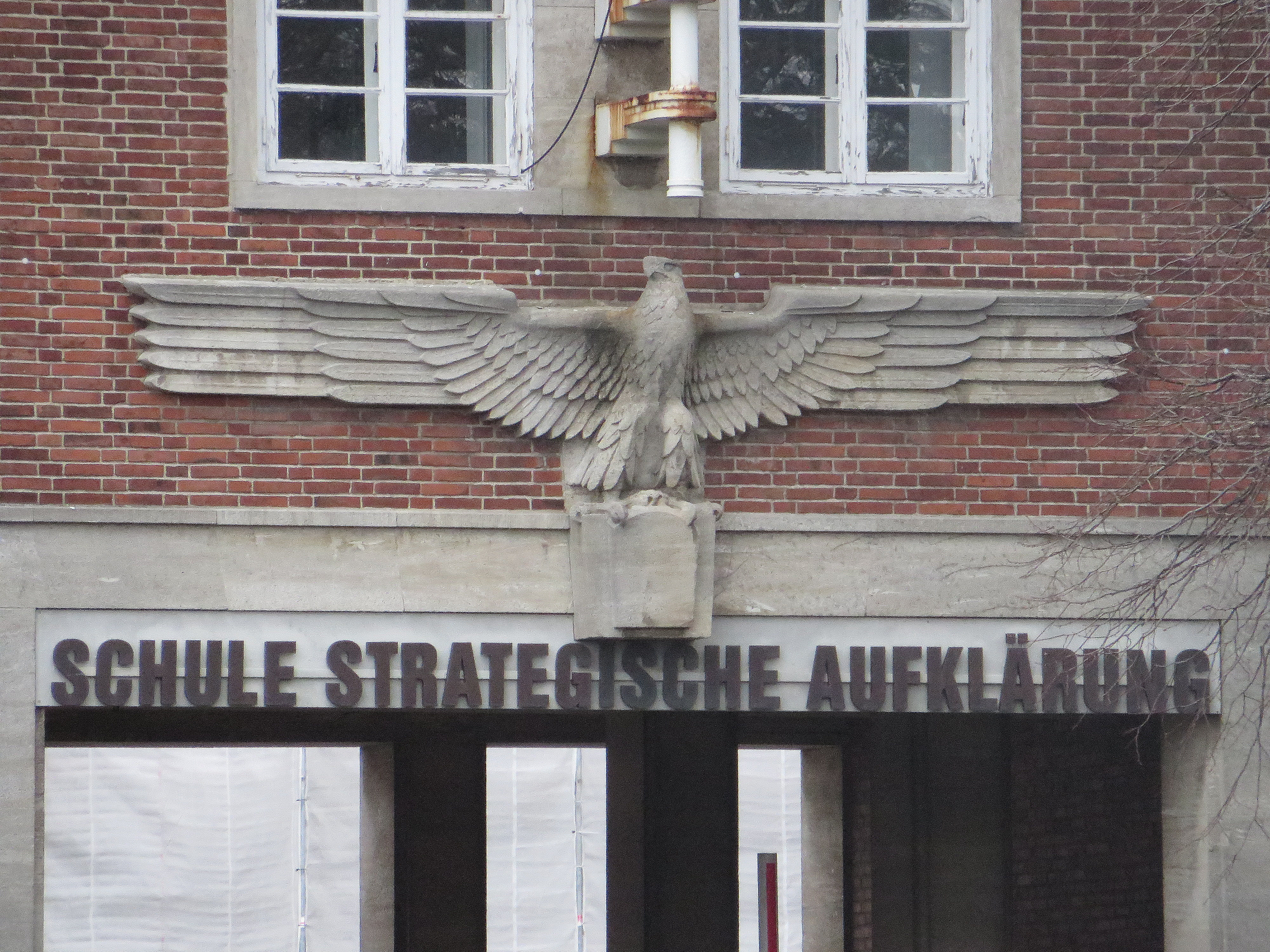
Aktueller Schulname unter dem alten hoheitlichen Adler, der in dieser Form in der Zeit des Nationalsozialismus gestaltet wurde und heute eine mahnende Funktion hat. (2014)

Die Gebäude, die bis heute militärisch genutzt werden, wurden für die Schule in den 1930er Jahren in direkter Nachbarschaft zur Marineschule Mürwik errichtet. Durchgehend wurden sie in Form kubisch, flachgedeckter Klinkerbauten errichtet, denen nationalsozialistische Architekturelemente beigefügt wurden. Von 1933 bis 1939 entstanden die Gebäude „Brandenburg“, „Hansa“ und „Preußen“ sowie das Fähnrichsheim (heute: Offiziersheim) und das Schulgebäude. Das Torgebäude, „Deutschland“, entstand zwischen 1937 und 1939. Die Gebäudenamen erinnern an die traditionsreiche deutsche Seegeschichte der Hanse und Marine. Die auf den Schulgebäuden befindlichen Türme sind den Brücken von Kriegsschiffen nachempfunden und gehörten zur Ausbildung für den Flaggen-Signalbetrieb. Über dem Eingangsportal des monumentalen Gebäudes „Deutschland“ wurde ein großer, steinerner Reichsadler angebracht, darüber ein Fahnenmast, an dem heutzutage die Deutschlandfahne gehisst wird.
Zum sehr auffälligen Adler des Portals veröffentlichte die Bundeswehr die folgende Stellungnahme: „Bei dem über dem Torhaus angebrachten Adlersymbol handelt es sich um ein entnazifiziertes Hoheitsabzeichen aus der Zeit des Nationalsozialismus. Es ist in der aktuellen Gestaltung strafrechtlich unbedenklich. […] Der Adler ist noch heute das Wappentier der Bundesrepublik Deutschland. […] Zur Zeit des Nationalsozialismus verband man das Symbol des Adlers mit dem Hakenkreuz. […] Die meisten der ab 1934 erbauten neuen Wehrmachtkasernen erhielten […] eine künstlerische Ausgestaltung des nationalsozialistischen Hoheitszeichens. […] Die Adlerskulptur ist ein bildhafter Überrest deutscher Militärgeschichte des 20. Jahrhunderts. Nur […] wenige haben sich […] erhalten. Sie sind Erinnerungszeichen an einem historischen Ort und zugleich in ihrer veränderten Gestalt an einem weiterhin militärisch genutzten Gebäude als Lesezeichen für die Stellung von Streitkräften in einer Diktatur bzw. einer Demokratie zu verstehen und somit für die historisch-politische Bildung von äußerst großem Nutzen. […] Die Kasernenanlage in Flensburg ist zudem in die Denkmalliste des Landes Schleswig-Holstein eingetragen. Somit ist einer […] Reversibilität ein Riegel vorgeschoben.“ Eine aufgestellte Tafel beim Portal erläutert heute die besagten Zusammenhänge ebenfalls.
Am 28. Mai 1936, also noch vor Fertigstellung aller Gebäude, fand ein streng geheimer und somit nicht öffentlicher Besuch Adolf Hitlers beim Hafen vor der Marineschule Mürwik statt. Hitler besichtigte dabei die Marineschule wie wohl auch Teile der Nachrichtenschule. Unter anderem nahm Hitler während seines Besuches die Parade der Nachrichtenabteilung ab. Am Abend nahm Hitler des Weiteren am Nachttorpedoschießen des zeitgleich eingetroffenen Panzerschiffes Admiral Graf Spee teil.
Als 1938 die Ausbildungskapazitäten der Schule erreicht wurden, wurde die Marine-Nachrichtenschule Aurich eingerichtet.

#### Kommandeure der Marine-Nachrichtenschule Mürwik
- von Oktober 1934 bis September 1936: Fregattenkapitän/Kapitän zur See Erhard Maertens, später Chef des MND
- Oktober 1936 bis August 1940: Korvettenkapitän/Fregattenkapitän/Kapitän zur See Konrad Weygold, später u. a. Seekommandant Molde
- unbekannt
- Juni 1941 bis April 1942: Korvettenkapitän Heinz Grunwald
- April 1942 bis Kriegsende: Fregattenkapitän/Kapitän zur See Adolf Ritter

### Die Schule zum Ende des Zweiten Weltkrieges
Bei den Luftangriffen auf Flensburg während des Zweiten Weltkrieges wurden die Gebäude der Nachrichtenschule nicht getroffen. Beim Luftangriff vom 2./3. Mai 1945 auf die Schule starben bei der Endhaltestelle der Straßenbahnlinie 3 vor dem großen Kasernentor durch vier abgeworfene Sprengbomben eine Luftwaffenhelferin und sechs Soldaten. Der Gebäudekomplex lag in den letzten Kriegstagen im Sonderbereich Mürwik. Die Kommunikationsanlagen der Nachrichtenschule dienten der letzten Reichsregierung unter Karl Dönitz als Befehlsübermittlungsstand. Die Reichsregierung wurde am 23. Mai 1945 verhaftet.

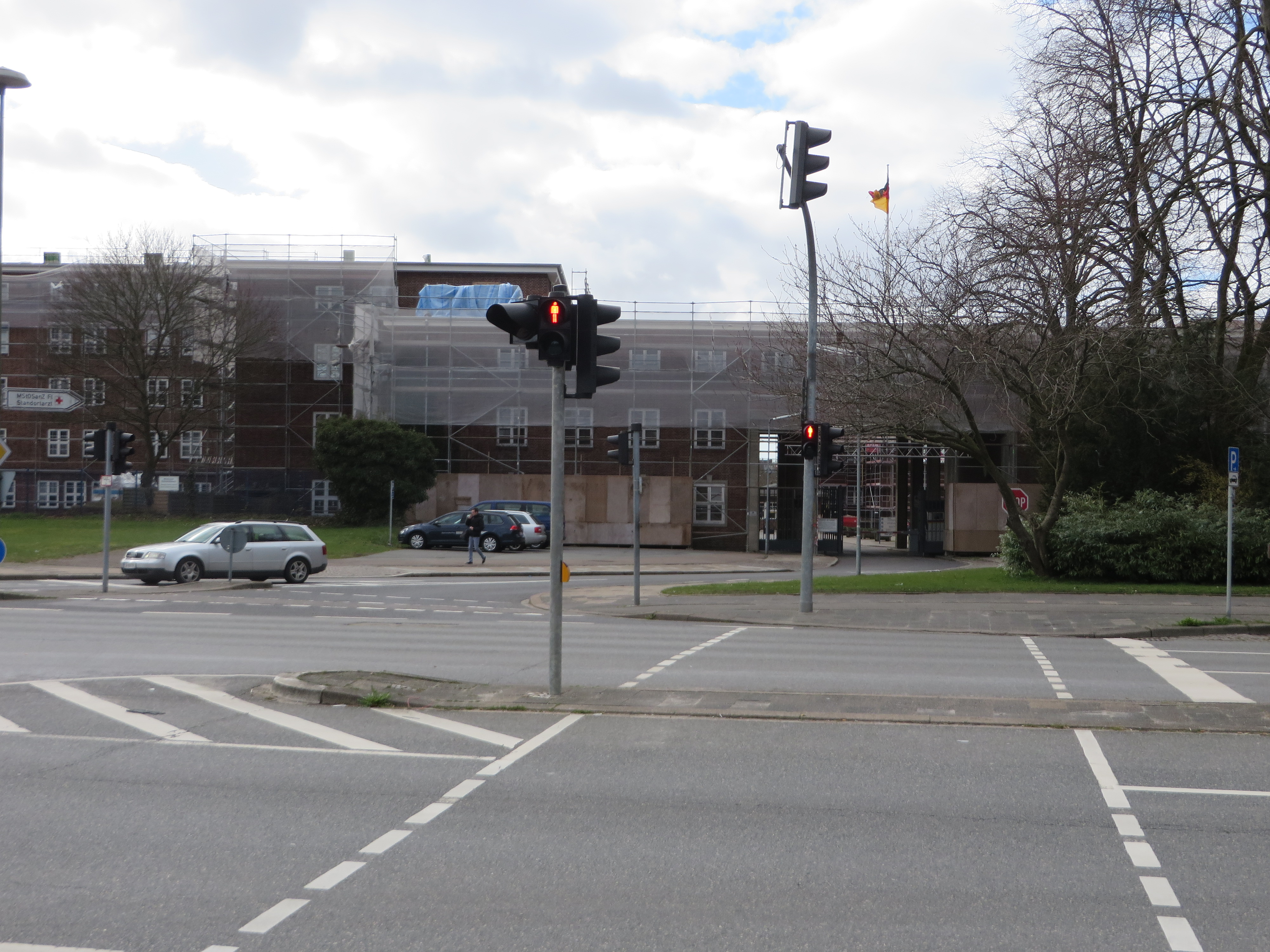
Renovierungsarbeiten am Gebäudekomplex im Jahr 2015 die bis 2020 anhalten sollen.

### Nutzung nach dem Krieg
Unmittelbar nach dem Krieg dienten die Gebäude der Mürwiker Straße 201–203 britischen Soldaten als Kaserne (Quantock Barracks). Des Weiteren wurde sie zur Unterbringung von Flüchtlingen und Vertriebenen genutzt. Am 21. Juni 1945 wurde dort vom alliierten (britisch-amerikanischen) TICOM (Target Intelligence Committee) auch ein (damals) hochgeheimes Protokoll eines Verhörs des deutschen Marineoffiziers, Lt. z.S Hans-Joachim Frowein sowie des deutschen Kryptoanalytikers Wilhelm Tranow erstellt, das sich mit eigenen Untersuchungen zur Sicherheit der Enigma-M4 im Jahr 1944 befasste. In dieser Zeit warb auch der britische Journalist und Geheimdienstmitarbeiter Sefton Delmer Mitarbeiter des in den letzten Kriegstagen nach Mürwik verlegten Marinenachrichtendienstes an, unter ihnen offenbar auch Tranow. Mit ihrer Hilfe gründete Delmer im August 1945 in Hamburg die erste Nachrichtenagentur Deutschlands, den German News Service, der später den deutschen Namen Deutscher Pressedienst erhielt.
Am 27. Oktober 1945 wurde auf Befehl der britischen Besatzungsmacht die Provincial Training School Schleswig-Holstein (Polizeischule der Provinz Schleswig-Holstein) in der Nachrichtenschule eingerichtet. Im März 1946 wurde diese Schule in die ehemalige Marine-Ausbildungskaserne in Eckernförde-Carlshöhe verlegt und dort in „Landespolizeisschule Schleswig-Holstein“ umbenannt. Die besagte Schule verblieb dort, bis sie im Juli 1950 nach Kiel verlegt wurde. Anschließend zog sie nach Eutin um, befand sich über längere Zeit im dort nahegelegenen Malente und ist zurzeit wieder in Eutin selbst. Im Jahr 1948 zogen die britischen Soldaten ab, norwegische Soldaten bezogen ihre Unterkünfte in der Kaserne. Die Norweger, welche auch den Standort bei der Grenzland-Kaserne von den Briten übernahmen, blieben die nächsten fünf Jahre. Ab 1952 nutzte der Bundesgrenzschutz die Gebäude der Nachrichtenschule. Die letzten norwegischen Soldaten verließen Flensburg am 29. April 1953 auf dem Schiff „Svalbard“.
1956 wurden die Gebäudeeinheiten schließlich von der neu eingerichteten Marinefernmeldeschule übernommen. Hinzu kamen noch einige weitere Marineeinheiten. In den 1970er Jahren wurden auf dem Gelände zusätzliche Unterkunftsgebäude errichtet. Die Marinefernmeldeschule existierte bis 2002. Im anschließenden Jahr bezog die 2003 aufgestellte Schule für Strategische Aufklärung der Bundeswehr das Areal, die 2024 zu einer Außenstelle des Ausbildungszentrums CIR wurde.